# N961 (België)
De N961 is een gewestweg in de Belgische provincie Namen. Deze weg verbindt Maredsous met Ermeton-sur-Biert en loopt door de vallei van de Molignée.
De totale lengte van de N961 bedraagt ongeveer 4 kilometer.

## Plaatsen langs de N961
- Maredsous
- Marèdret
- Ermeton-sur-Biert